# 161-ша окрема механізована бригада (Україна)
161-ша окрема механізована бригада (161 ОМБр, в/ч А2075) — військове з'єднання механізованих військ у складі Сухопутних військ Збройних сил України чисельністю у бригаду, яке існувало у 1993—2004 роках. Одна з перших дивізій, що була скорочена до бригади на початковому етапі існування Збройних сил України. Базувалась в м. Ізяслав, Хмельницької області. Перебувала у складі 13-го армійського корпусу Прикарпатського військового округу (з 1998 року — Західного оперативного командування).

## Історія
На момент утворення Збройних сил України 161-ша мотострілецька дивізія (скороченого складу) разом з 97-ю та 51-ю гвардійськими мотострілецькими дивізіями утворювала основну бойову складову 13-ї загальновійськової армії.
В 1993 році дивізію вирішено було скоротити до бригади.
313-й гвардійський мотострілецький Рівненський орденів Богдана Хмельницького і Олександра Невського полк був перетворений на 55 окремий механізований батальйон.
У 1994 році в бригаді свою військову кар’єру в Збройних силах України розпочав майбутній Герой України, тоді ще лейтенант, Ігор Гордійчук.
Згідно Наказу Командира військової частини А0796 від 18.01.2003 № 9 «Про розформування військової частини А2075» бригада була розформована.

## Командири
- (1993—1994) полковник Педченко Григорій Миколайович

## Структура
- управління (штаб)
- 54 окремий механізований батальйон
- 55 окремий механізований батальйон
- 38 окремий танковий батальйон